# Charlotte Newman
Charlotte Isabella Newman (Mayfair, 11 de octubre de 1836 - St Pancras, 18 de enero de 1920), nacida como Charlotte Isabella Gibbs, fue una orfebre y metalúrgica británica que tenía su propia joyería en Savile Row.

## Trayectoria
Nació en la calle Maddox de Mayfair, Londres, el 11 de octubre de 1836. A los catorce años, estudió en la Government School of Design antes de estudiar en South Kensington. Sir Henry Cole la animó a convertirse en diseñadora; Newman afirmó que perfeccionó sus dotes de diseñadora cuando estudió en París y en diferentes museos de europeos. Se casó el 27 de diciembre de 1860 con Philip Harry Newman, también artista. Tuvieron dos hijos.
Tras finalizar sus estudios, Newman se convirtió en diseñadora para el fabricante de joyas John Brogden en Covent Garden. Sus diseños de joyas eran todos únicos, inspirados en muchas técnicas y enfoques históricos que cautivaron a muchos compradores de la  época victoriana, como un brazalete diseñado a partir de uno griego encontrado en Pompeya y un broche copiado de una antigüedad japonesa. Posteriormente se convirtió en la encargada de la tienda de Brodgen, que buscaba sus diseños para clientas de élite como la princesa Luisa, Duquesa de Argyll.
Brogden y Newman participaron en las Exposiciones Universales de París (1867 y 1878). En 1878, Newman recibió la Médaille d'honneur como colaboradora; Brogden recibió el mérito de la Legión de Honor.
Newman montó su propio negocio de joyería cuando Brogden murió, utilizando sus trabajadores, personal, modelos y referencias.Tenía su sede cerca de Bond Street y se llamaba «Mrs Newmans». Fue muy popular y rápidamente atrajo el interés de revistas de arte, periódicos y prensa femenina. En 1893 expuso varias piezas en la Exposición Mundial Colombina de Chicago. En 1899, el gobierno francés le encargó el diseño de doce medallones de oro para María Fiódorovna, la emperatriz de Rusia. En esta época, la prensa inglesa califica a sus compradoras de «grandes damas».
En 1897, el negocio se trasladó al número 10 de Savile Row, donde Newman trabajó en el corazón del distrito de la sastrería masculina, donde era conocida como "Sra. Philip Newman" y respondía al nombre de su marido. No se la consideraba una joyera comercial, como a muchos otros del movimiento de artes y oficios de la época, y las fachadas de sus tiendas estaban deliberada y visiblemente vacías y escasas; ella decía que esto era para evitar que sus diseños fueran copiados por los competidores. Empleaba aprendices varones que tenían antiguos vínculos familiares con la joyería.
En su época se la conocía como la "dama orfebre" más importante de Londres; sin embargo, a menudo se le prohibía participar en organizaciones artísticas por ser mujer. En 1884, dio una conferencia en la Royal Society of Arts sobre el arte de la orfebrería y debatió sobre joyería en el Congreso Internacional de Mujeres de 1899, además de unirse al Women's Guilds of Arts (Gremio de Mujeres de las Artes). También formó parte del comité de la Junta de Artes y Oficios del Lyceum Club.
Newman murió en St Pancras el 18 de enero de 1920. El Victoria & Albert Museum cuenta con "The Brogden Album" que contiene varios diseños con su firma.